# ザ・ホットライン
ザ・ホットライン(The Hotline)は、RFラジオ日本で、平日朝6:30〜11:30に放送していたワイド番組である。2008年9月29日に、朝の各番組と時間を大改編して、スタートした。
この番組は月〜木は2部構成になっており、前半は、東京麻布台のRFラジオ日本東京支社スタジオから「東京わがままモーニング」（とうきょう-もーにんぐ）を、後半は横浜本社のスタジオから「ヨコハマろはす」（よこはま-／ハマろは）を放送していた。
「東京わがままモーニング」の終了とともに、「ヨコハマろはす」が独立。そのため、「ザ・ホットライン」というゾーンは終了。

「わがまま」の後枠は「（宮川賢）（長瀬真）のおはよう!スプーン」。長瀬は金曜に出演する。また、「ヨコハマろはす」は放送継続。

## 第1部 東京わがままモーニング
月〜金　午前6:30 – 9:00に、東京麻布台のRFラジオ日本東京支社スタジオからの生放送。ただし、2009年3月まで、金曜の放送は8:30までで、ニュースや交通情報が独立番組として放送されていた。番組のテーマソングは【「Sweet Devil」　作曲／吉澤友美、演奏／岡部磨知】である。

### 出演者
- メインパーソナリティ
  - 長瀬真（月〜木）

2009.4 - 8・・・金曜担当
2009.8 - 9・・・月〜金担当
  - 八木田幸恵（金）

2009.10 - ・・・金曜担当
- コメンテーター
  - 有馬晴海（月、政治評論家）
  - 青木一能（火、日本大学国際関係学部教授）
  - 松崎泰弘（水、東洋経済新報社「週刊東洋経済」編集部副編集長）　2009.10〜
  - ドン小西（木、ファッションデザイナー）　　2009.10〜
  - 奥井規晶（金、㈱インターフュージョン・コンサルティング会長）
- レポーター（「ヨコハマろはす」まで連続出演）
  - 神田京子（火）
  - 小谷あゆみ（月・水）
  - 島田奈央子（不定期：木）
  - 野中智子（不定期：木）
  - 横田まさみ（不定期）

#### 過去の出演者
- 片桐八千代（月〜木、メインパーソナリティ。2009年8月まで。）
- 前田武彦（水、コメンテーター、放送作家・司会者・タレント。2009年9月まで。）
- 井出迫義和（水、コメンテーター、環境ナビゲーター・気象予報士。2009年9月まで。）
- 奥井規晶（木、コメンテーター、経営コンサルタント。2009年9月まで。）

## 第2部 ヨコハマろはす
月 - 木曜日　午前9:00～11:30（金曜日は9:00～11:00）。RFラジオ日本横浜本社のスタジオから生放送。通称「ハマろは」。金曜日はヨコハマろはす　ウィークエンドスペシャルとしての放送。番組のテーマソングは【「うららか」／綺羅】である。
金曜日（「ウィークエンドスペシャル」）は2009年10月9日放送開始。当初の放送時間は午前9:30～11:05。2011年4月8日から放送時間が現行の2時間に拡大された。
2012年の秋改編『開局55周年プレ・イヤー』の改編により、「峰竜太のミネスタ」（峰竜太、吉見由香）がスタートすることに伴い4年の歴史に幕を閉じる。

### 出演者
- 土井里美（月～木曜日、メインパーソナリティ）
- 井貴とし子（金曜日、メインパーソナリティ）
- 坂上みき（月～金曜日、エンタメgogo!!担当）
- 岩本ゆき子（月曜日ゲスト、料理研究家）
- 北原照久（水曜日ゲスト）
- 神田京子（レポーター、「東京わがままモーニング」から連続出演）
- 野中智子（レポーター、「東京わがままモーニング」から連続出演）
- 佐藤温子（レポーター）
- 岡田真奈美 - ウェイバックマシン（2007年2月5日アーカイブ分）（レポーター）

## ザ・ホットライン　タイムテーブル

### 第1部 東京わがままモーニング（月～金）
- 6:30　東京サイド・オープニング～朝刊わがままピックアップ
- 6:45　ラジオ日本交通情報【首都高】
- 6:47　スポーツダイジェスト
- 6:55　あの日あの歌
- 7:00　読売新聞ニュース・天気予報
- 7:05　ふるさとの仲間たち
- 7:10　ザ・ホットライン
- 7:15　わがまま放談
- 7:25　交通情報【東京】＆通勤情報【JR】【羽田】
- 7:30　おとなの話題
- 7:45　交通情報【九段】
- 7:52　青春わがままリクエスト
- 8:00　読売新聞ニュース・天気予報
- 8:10　ザ・ホットライン
- 8:15　おとなの時間
- 8:30　おとな最前線
- 8:45　交通情報【神奈川】【九段】
- 8:50　読売新聞ニュース・天気予報
- 8:55　（月～木）TYホットライン・東京―横浜クロストーク／（金）エンディング

### 第2部ヨコハマろはす（月～木）
- 9:00　TYホットライン・横浜―東京クロストーク
- 9:15　オープニング～ザ・ホットライン
- 9:22　（火）ヘアドクター植原のヘアケア5分アドバイス／（水）荻秀幸の漢方一口メモ
- 9:30　ラジオ日本交通情報 【神奈川】【東京】【千葉】
- 9:35　ラジオ日本特選ラジオショッピング
- 9:50　日テレ イチオシchoice!
- 9:55　読売新聞ニュース・天気予報
- 10:00　（月）エコランド／（火）横浜報道デスク／（水）ヨコハマ・オンリーワン／（木）すこやか介護
- 10:15　ゲストコーナー
- 10:30　ラジオ日本交通情報 【神奈川】【東京】
- 10:35　坂上みきのエンタメgogo!!
- 10:45　横浜開港150周年情報
- 10:50　ラジオ日本特選ラジオショッピング
- 11:00　読売新聞ニュース・天気予報
- 11:05　ザ・ホットライン
- 11:15　ラジオ日本交通情報 【神奈川】【東京】【千葉】
- 11:20　エンディング

### 第2部 ヨコハマろはす ウィークエンドスペシャル（金）
- 9:00　関澤邦正のリバーサイドTALK　　（編成上別番組）
- 9:30　オープニング～ザ・ホットライン
- 10:35　坂上みきのエンタメgogo!!
- 10:45　横浜開港150周年情報
- 10:50　ラジオ日本特選ラジオショッピング
- 11:00　読売新聞ニュース・天気予報→エンディング

## 過去の番組
金曜ザ・ホットライン（8：30 - 10：55）の前に放送していた番組
- 8:30　スポーツランド◇8:40　ラジオ日本交通情報◇8:45　かわさきタウンエクスプレス（川崎市）
- 9:00　知って、得ダネ。日本経済◇9:20　中小企業・関東支部だより◇9:30　松本梨香のヨコハマウィークエンド・スタイル!
- 10:55　坂上みきのエンタメgogo!!◇11:05　おとぼけツアーズ奮闘記 しずおかへようこそ!◇11:15　テレアナランド

2009年9月まで金曜は「ザ・ホットライン2部」の放送は無く、上記の編成のようにミニ番組の後（のちに「東京わがままモーニング」が9:00までに拡大され大幅整理）、「松本梨香のヨコハマウィークエンド・スタイル!」（9:30〜10:55、パーソナリティ・松本梨香）が、事実上の第2部枠となる形で放送されていた。